# Honda VT 500 E
Die VT 500 E (Werks-Code PC 11) ist ein eher sportlich orientiertes Mittelklasse-Motorrad des japanischen Herstellers Honda, das von 1983 bis 1987 produziert wurde. Das Motorrad war Teil einer Modellfamilie, die außerdem noch die VT 500 C (PC08, ein „Soft-Chopper“) und die VT 500 FT Ascot (PC10, Vertrieb in Nordamerika) umfasste.

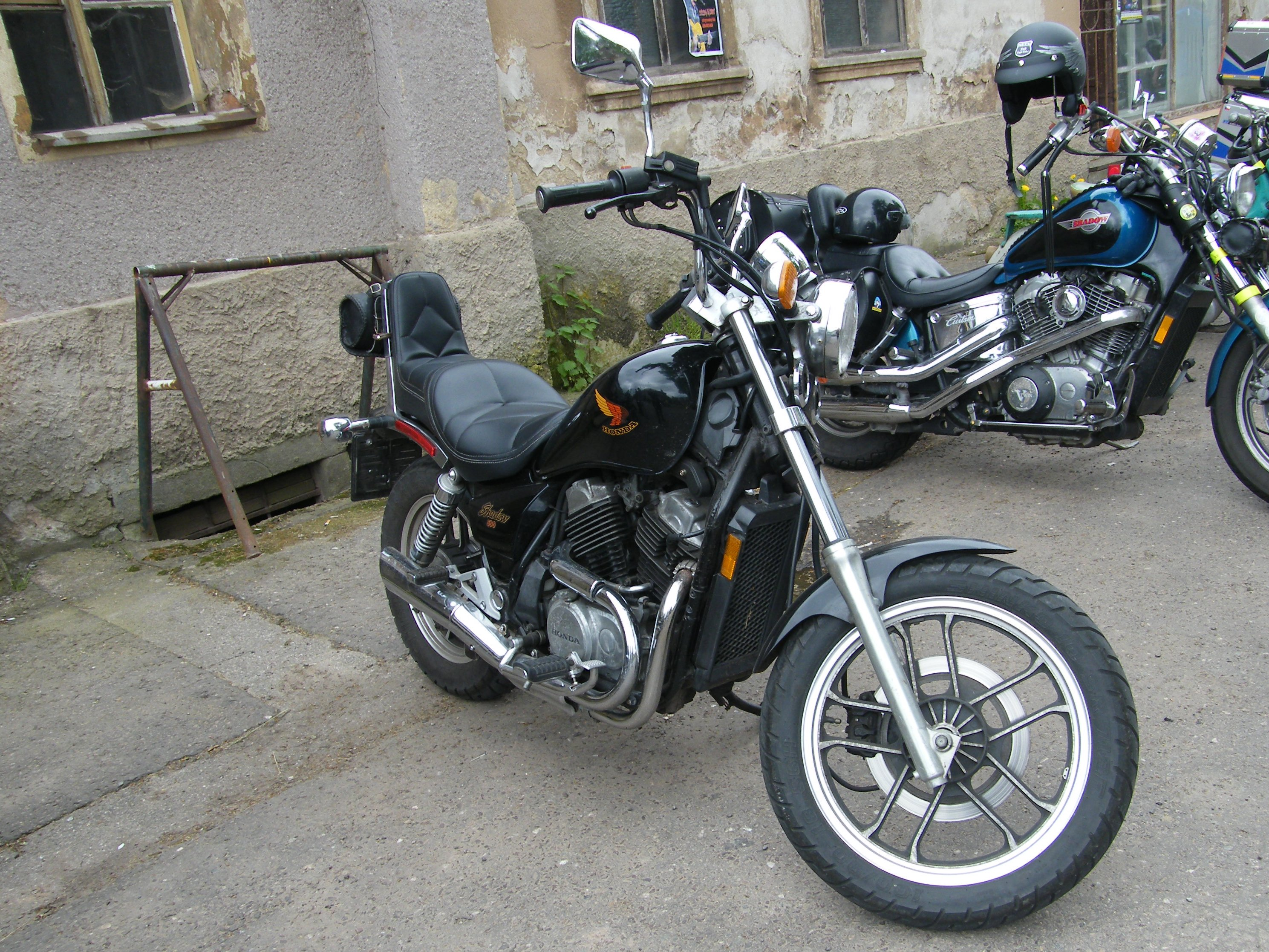
Honda VT 500 C

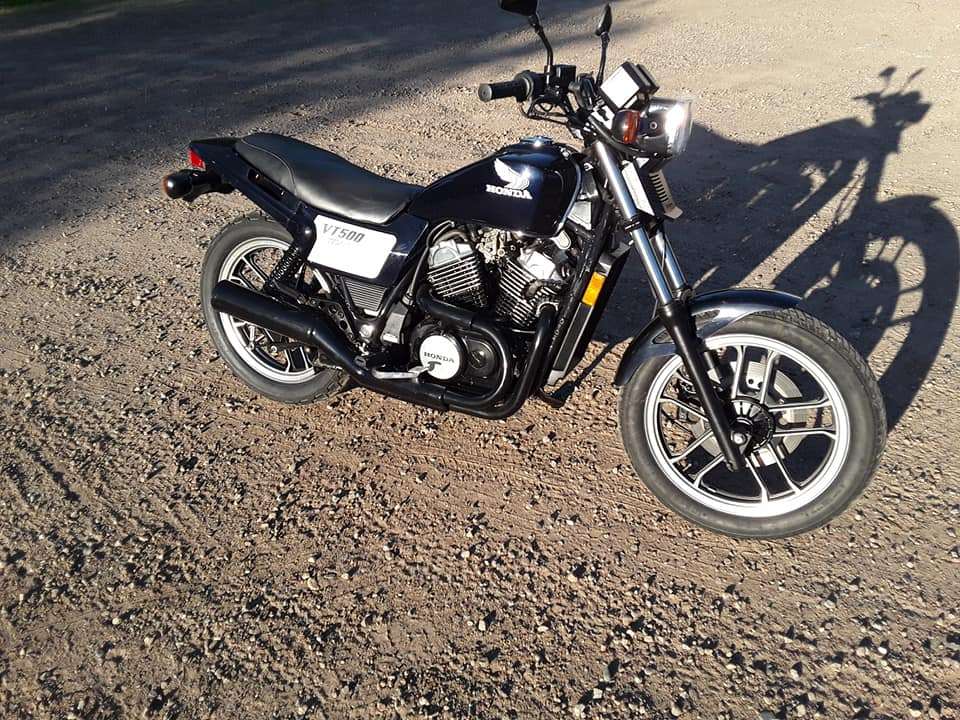
Honda VT 500 FT, Nordamerika

1983 betrug der Listenpreis 6.953 DM. Zwei Leistungsvarianten wurden angeboten:
- 20 kW (27 PS) bei 6.000/min, 42 Nm bei 3.000/min sowie
- 37 kW (50 PS) bei 9.000/min, 45 Nm bei 7.000/min

Die Drosselung der leistungsschwächeren Variante erfolgte durch andere Nockenwellen, Vergaser und Krümmer. Daneben gibt es von anderen Herstellern Leistungsreduzierungssätze von 37 kW auf 25 kW (34 PS).
Während der Bauzeit wurde das Modell weiterentwickelt. Die Urversion hieß intern VT 500 E D (1983 bis 1984) mit 37 kW bzw. 20 kW, die Variante nach der Änderung erhielt die interne Bezeichnung ??? (1985 bis 1987).

## Motor
Der wassergekühlte V-Motor hat zwei Zylinder mit je drei Ventilen, obenliegende Nockenwellen und eine Doppelzündung. Das Verdichtungsverhältnis beträgt 10,5 : 1.

## Getriebe und Kraftübertragung
Das Getriebe verfügt über 6 Gänge und ist klauengeschaltet. Die Mehrscheibenkupplung läuft im Ölbad. Das Moment zum Hinterrad wird über eine zweimal umgelenkte Kardanwelle übertragen.

## Fahrwerk
Der Rahmen ist ein Zentralrohrrückgratrahmen mit 2 Unterzügen. Die vordere Teleskopgabel hat einen Standrohrdurchmesser von 37 mm und einen Federweg von 120 mm. Hinten ist eine Stahlschwinge mit zwei hydraulischen Federbeinen verbaut; diese haben einen Federweg von 105 mm.

## Testbericht
Die Zeitschrift „PS–Die MotorradZeitung“ schrieb in einem Vergleichstest Heft 5/1983:
Pluspunkte
- Durchzugskräftiger Motor
- Vibrationsfreier Lauf
- Ausgezeichnetes Fahrwerk
- Gute Bremsen

Auch beim Verbrauch hatte die VT 500 E die Nase vorn. Das ermittelte Testmittel lag bei 6,2 L/100 km. Bei gemäßigter Fahrweise ermittelten die Tester 5,4 L/100 km.
Als Höchstgeschwindigkeit wurden 176 km/h gemessen.
Die Sozius-Sitzbank wurde dagegen als miserabel bezeichnet.
Damit gewann die VT 500 E den Vergleichstest, da bei der Kawasaki Z 550 GT nur 3, und bei der Yamaha XZ 550 S nur 2 Pluspunkte vergeben wurden.

## Bestand
Insgesamt wurden in Deutschland ca. 4500 Einheiten verkauft. Am 1. Januar 2015 waren noch 1016 in Deutschland zugelassen.

## Weiterverwendung des Motors
Der mit der VT-500-Familie eingeführte 52°-V-Twin-Motor wurde weiterentwickelt und unter anderem in folgenden Honda-Motorrädern verwendet:
- VT 600 C Shadow
- Transalp (XL 600 V und XL 650 V)
- Africa Twin (XRV 650 und XRV 750)
- NTV 650 Revere
- NT 650 Hawk/Bros
- Deauville (NT 650 V und NT 700 V)